# 湛睿
湛睿（たんえい、文永8年（1271年）- 貞和2年11月30日（1347年1月12日））は、鎌倉・南北朝時代の学僧。本如房と号す。律僧で華厳学の大家であった。

## 経歴
幼くして東大寺凝然に戒律・華厳を学び、永仁元年（1293年）に般若寺真円について戒律の研究に励む。その後、東下し徳治元年（1306年）には極楽寺で、延慶3年（1310年）には称名寺で三宝院流の真言を学ぶ。正和2年（1313年）に上洛して凝然の高弟久米田寺の禅爾に学び、華厳・戒律の教学を確立した。
文保2年（1318年）に鎌倉に戻り、嘉暦元年（1326年）から鎌倉幕府滅亡の混乱のさなかに下総国東禅寺の住持を勤め、さらに暦応2年（1339年）には金沢北条氏という大檀越を失い危機に直面した称名寺の住持となるなど、激動のなかを生き抜いた学僧である。
関東での律や華厳経学の普及につとめ、称名寺と東禅寺をしばしば往復して講筵を開き多くの学僧を養成した。「華厳五教章纂釈」、「大乗起信論義記教理抄」、「四分律行事鈔見聞集」など多くの著作があり、金沢文庫保管の聖教に大量の稿本を残した。